# Агум III
Агум III (mAg-gu-um) — касситский царь Вавилонии, правил в XV веке до н. э.
Сын Каштилиаша III, племянник Улам-Буриаша.
Судя по поздней хронике подавил восстание в Стране Моря, причём он захватил там укреплённую крепость и город Дур-Эйа, где был разграблен и разрушен храм бога Эйи, по-видимому, божества-покровителя царства Страны Моря.
Данные о количестве лет его правления не сохранились.